# ديفيد لين جونز
ديفيد لين جونز (بالإنجليزية: David Lynn Jones)‏ هو مغن مؤلف ومغني أمريكي، ولد في 15 يناير 1950 في Bexar, Arkansas ‏ في الولايات المتحدة.